# Am Tannenwäldchen 4

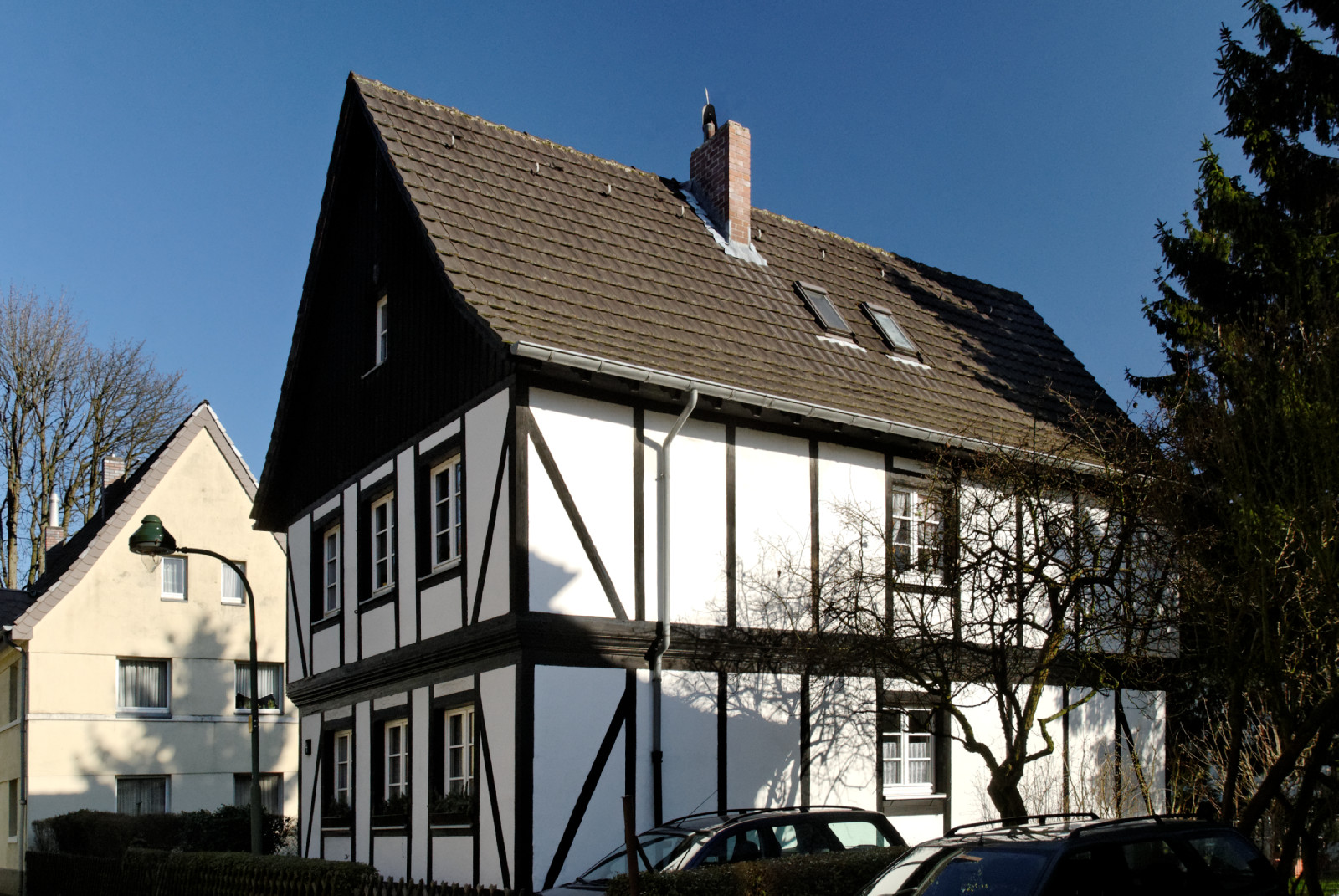
Fachwerkhaus

Das denkmalgeschützte Gebäude Am Tannenwäldchen 4 in Düsseldorf-Derendorf wurde 1919/1920 nach Entwürfen des Architekten Eduard Lyonel Wehner im Stil der Heimatschutzarchitektur erbaut.

## Beschreibung
Das zweigeschossige, giebelständige Gebäude bildet das einzige Fachwerkhaus an der Straße. Dessen Erdgeschoss wurde mit Lehm, dessen Obergeschoss mit Lehmsteinen ausgefacht. Der Giebel ist mit Holz verblendet.